# Bulbinella gibbii
Bulbinella gibbii là một loài thực vật có hoa trong họ Thích diệp thụ. Loài này được Cockayne miêu tả khoa học đầu tiên năm 1909.